# The Menace (filme)
The Menace (bra: A Ameaça) é um filme pre-Code estadunidense de 1932, do gênero drama policial, dirigido por Roy William Neill, e estrelado por H.B. Warner, Walter Byron e Bette Davis. O roteiro de Roy Chanslor, Dorothy Howell e Charles Logue foi baseado no romance "The Feathered Serpent" (1927), de Edgar Wallace.

## Sinopse
Ronald Quayle (Walter Byron) escapa da prisão depois de ser preso por assassinar seu pai com base no depoimento de sua madrasta, Caroline (Natalie Moorhead). Uma explosão desfigura seu rosto, mas uma cirurgia plástica lhe dá a oportunidade de retornar à Inglaterra e investigar o assassinato de seu pai sob uma nova identidade.

## Elenco
- H.B. Warner como Inspetor Tracy
- Walter Byron como Ronald Quayle / Robert Crockett
- Bette Davis como Peggy Lowell
- Natalie Moorhead como Caroline Quayle
- William B. Davidson como John Utterson
- Crauford Kent como Sam Lewis
- Halliwell Hobbes como Phillips
- Charles K. Gerrard como Bailiff
- Murray Kinnell como Carr

## Produção
Quando Columbia Pictures comprou os direitos de filmagem do romance "The Feathered Serpent", de Edgar Wallace, o autor estava trabalhando como roteirista no estúdio, mas o orçamento da adaptação cinematográfica era tão pequeno que não permitia que Wallace escrevesse o roteiro com o salário que recebia na época. O filme foi filmado em apenas oito dias. Após sua conclusão, os executivos do estúdio decidiram que seu título poderia levar o público a pensar que era um filme de ação e aventura em vez de um mistério de assassinato, então foi alterado, primeiro para "The Squeaker" e depois para "The Menace".
Bette Davis, sob contrato com a Universal Pictures, foi emprestada à Columbia para o pequeno papel coadjuvante de Peggy Lowell. Também estava no elenco Murray Kinnell, que recomendou Davis para seu amigo próximo George Arliss quando ele estava procurando por uma atriz para o papel de uma mulher ingênua em "The Man Who Played God", que geralmente é reconhecido como o filme que finalmente chamou a atenção da crítica e do público cinéfilo para a atriz.

## Recepção
Andre Sennwald, em sua crítica para o The New York Times, declarou: "A adaptação imaginativa e o diálogo triste provavelmente são os culpados pelas deficiências deste filme, pois as situações têm elementos de suspense ... O elenco é bastante satisfatório ... Mas The Menace dificilmente é um entretenimento adulto".